# 迪帕亚尔锡尔格里
迪帕亚尔锡尔格里是尼泊尔西部的一个山区小镇，行政级别是市。它是遠西省管轄。2011年尼泊尔人口普查显示，它有23416人口，生活在5493所私人住宅里。